# Големанці
Голема́нці (болг. Големанци) — село в Хасковській області Болгарії. Входить до складу общини Хасково.

## Населення
За даними перепису населення 2011 року у селі проживали 434 особи.
Національний склад населення села:
| Національність   | Кількість осіб | Відсоток |
| ---------------- | -------------- | -------- |
| турки            | 428            | 98,6%    |
| болгари          | 5              | 1,2%     |
| цигани           | 0              | 0%       |
| Всього відповіли | 434            |          |

Розподіл населення за віком у 2011 році:
Динаміка населення: